# Bunchosia macilenta
Bunchosia macilenta är en tvåhjärtbladig växtart som beskrevs av F.H. Dobson. Bunchosia macilenta ingår i släktet Bunchosia och familjen Malpighiaceae. Inga underarter finns listade i Catalogue of Life.